# Une affaire de cœur
Pour plus de détails, voir Fiche technique et Distribution.
Une affaire de cœur ou La Force de l'attraction au Québec (Laws of Attraction) est un film irlandais réalisé par Peter Howitt, sorti en 2004.

## Résumé
Daniel Rafferty et Audrey Woods sont les avocats new-yorkais les plus en vogue en matière de divorce. Au fil des procès, ils n'ont jamais vu l'amour triompher. Pourrait-il en être autrement pour eux ? Au sommet de leur carrière, tout oppose Audrey et Daniel : elle pratique le droit de manière académique ; il ose tous les coups pour gagner.
Ils s'affrontent un jour autour d'une affaire qui les conduit en Irlande. Là, leur attirance inavouée est soudain dévoilée au cours d'une folle nuit de festival de musique local où ils se retrouvent... mariés ! De retour à New York, les voici confrontés à une nouvelle situation : adversaires au barreau et mariés à la ville. Et si la meilleure façon de tomber amoureux était de commencer par se marier ?

## Fiche technique
- Titre : Une affaire de cœur
- Titre québécois : La force de l'attraction
- Titre original : Laws Of Attraction
- Genre : Comédie, drame
- Réalisation : Peter Howitt
- Scénario : Aline Brosh McKenna et Robert Harling
- Musique : Ed Shearmur
- Production : Julie Durk, David T. Friendly, Beau St. Clair, Marc Turtletaub et David Bergstein
- Photographie : Adrian Biddle
- Montage : Tony Lawson (de)
- Costumes : Joan Bergin
- Pays :  Irlande,  Royaume-Uni,  Allemagne
- Durée : 87 minutes
- Date de sortie : 
  - France : 8 septembre 2004

## Distribution
- Pierce Brosnan (VF : Emmanuel Jacomy ; VQ : Daniel Picard) : Daniel Rafferty
- Julianne Moore (VF : Ivana Coppola ; VQ : Marie-Andrée Corneille) : Audrey Woods
- Michael Sheen (VF: Axel Kiener ; VQ : François Godin) : Thorne Jamison
- Parker Posey (VF : Edwige Lemoine ; VQ : Anne Bédard) : Serena
- Frances Fisher (VF : Béatrice Delfe ; VQ : Diane Arcand) : Sara Miller
- Nora Dunn (VF : Brigitte Virtudes ; VQ : Élise Bertrand) : Juge Abramovitz
- Heather Ann Nurnberg : Leslie
- Johnny Myers : Ashton Phelps
- Mike Doyle (VQ : Claude Préfontaine) : Michael Rawson
- Allan Houston : Adamo Shandela
- Annie Ryan : Présentatrice de la télé
- Vincent Marzello : Lyman Hersh
- Sara James et Des Fleming : Serveurs
- John Discepolo et Annika Pergament : Journalistes
- Marc Turtletaub (VQ : Benoît Marleau) : Juge Withers
- Gordan Sterne : Juge Baker
- Brette Taylor : Mary Harrison
- Brendan Morrissey : Monsieur O'Callaghan
- Elva Crowley : Madame Flanagan
- David Wilmot : Brendan
- David Pearse : Eleveur de cochons
- Nuala Kelly : Femme irlandaise
- Liz Byrne : Hôtesse de l'air
- David Kelly : Prêtre / Michael
- Peter Balance : Réceptionniste
- James McClatchie : Soloman Steinman
- Sara Gilbert : Assistante de Gary Gadget
- Nick Hardin : Homme dans la salle de bains
- Brian O'Neill : Conducteur de limousine
- Sarah Manson
- Olivia Page : Petite amie